# Sybra biroi
Sybra biroi är en skalbaggsart som beskrevs av Stefan von Breuning 1953. Sybra biroi ingår i släktet Sybra och familjen långhorningar. Inga underarter finns listade i Catalogue of Life.